# Un marito quasi perfetto
Un marito quasi perfetto (Mr. Wrong) è un film commedia del 1996 diretto da Nick Castle.
Come ammesso dalla stessa Ellen DeGeneres, il film è stato un flop.